# Universitario de Sucre
Club Deportivo Universitario San Francisco Xavier é um clube de futebol profissional com sede em Sucre, na Bolívia, que compete na Primeira Divisão do Campeonato Boliviano.
Tem dois títulos nacionais em sua história e sete aparições em torneios continentais da América do Sul, sendo a mais marcante na Copa Sul-Americana de 2010 onde avançou até as oitavas de final.
Manda seus jogos no Estádio Olímpico Patria desde 1992, com capacidade para 32 000 espectadores. O clube é de propriedade da Universidade de São Francisco Xavier de Chuquisaca.

## História
O Universitario foi fundado pelo professor Alfredo Sandi em 5 de abril de 1961 como "Club Deportivo Universidad". Nas primeiras temporadas da equipe, o clube contou com o apoio do "Pai do Desporto Universitário", o advogado Óscar Frerking Salas, que atuava como reitor da Universidade São Francisco Xavier.
Sua primeira partida na história foi contra o "Ciencias Económicas" na Cancha del Seminario (hoje Complexo Desportivo Universitário). No intervalo do jogo, Sandi foi parabenizar os jogadores e também propôs à equipe representar a Universidade no campeonato da então Associação de Futebol de Sucre (AFS).[carece de fontes?]
No comitê da AFS, o clube foi inscrito na associação com o nome de "Club Universitario" para jogar na Copa Simón Bolívar, competição equivalente à segunda divisão nacional. O primeiro uniforme do clube era uma camisa branca com faixa azul, calção azul e meias brancas. Posteriormente, foi formalizado o uniforme vermelho com uma letra "U" no peito e calção azul.[carece de fontes?]

### Primeira Divisão e participações internacionais
Em 2005, o Universitario alcançou 49 pontos no campeonato regional de Sucre, classificando-se para o Grupo B da Copa Simón Bolívar. Na competição nacional terminou em primeiro lugar no grupo com 13 pontos, classificando-se para os play-offs onde chegou à final e derrotou o Guabirá por um placar agregado de 8 a 1, sendo promovido à Primeira Divisão.
Na primeira temporada do Universitario na divisão principal do futebol boliviano, terminou na terceira colocação da fase regular com 42 pontos, classificando-se para o hexagonal final. No hexagonal, terminou na quarta posição, se classificando para sua primeira competição internacional. Na Copa Sul-Americana de 2006, venceu o Bolívar na primeira fase com um placar agregado de 5–4, sendo eliminado na fase seguinte pelo El Nacional, do Equador. Na temporada seguinte, o Universitario quase foi rebaixado após terminar em 11º lugar com 25 pontos, a frente apenas do Real Mamoré.
Em 2008, o clube conquistou seu primeiro título na "Primera División" durante o Torneio Apertura, terminando na primeira posição com 43 pontos e se classificando para sua primeira Copa Libertadores da América. Em sua estreia no principal torneio sul-americano, terminou com apenas dois pontos em seu grupo, não avançando para a fase eliminatória. No campeonato nacional, terminou o Apertura na quinta posição com 33 pontos e no Clausura foi o segundo colocado do grupo B com 18 pontos. Ambas as competições foram vencidas pelo Bolívar.
Na temporada de 2010, por ter conquistado o hexagonal entre os perdedores do Apertura, se classificou para a Copa Sul-Americana 2010. Em sua estreia no torneio eliminou o Colo-Colo, do Chile, graças a regra do gol fora de casa (3–3 no agregado). Na fase seguinte, venceu o Cerro Porteño, do Paraguai, por 3–2 no placar agregado e nas oitavas de final do torneio acabou eliminado pelo Palmeiras com um resultado total de 4–1 a favor dos brasileiros.
O Universitario conquistou seu segundo campeonato nacional da história em 2014, ao vencer o Torneio Clausura na última rodada após empatar como visitante contra o Sport Boys Warnes, deixando seu rival direto na briga pelo campeonato, o San José de Oruro, na segunda colocação.